# Любінь (Гнезненський повіт)
Любінь (пол. Lubiń) — село в Польщі, у гміні Тшемешно Гнезненського повіту Великопольського воєводства.
Населення — 254 особи (2011).
У 1975-1998 роках село належало до Бидгощського воєводства.

## Демографія
Демографічна структура станом на 31 березня 2011 року:
|          | Загалом | Допрацездатний вік | Працездатний вік | Постпрацездатний вік |
| -------- | ------- | ------------------ | ---------------- | -------------------- |
| Чоловіки | 123     | 28                 | 84               | 11                   |
| Жінки    | 131     | 22                 | 79               | 30                   |
| Разом    | 254     | 50                 | 163              | 41                   |